# اچ‌ام‌اس اسمیتر (پی۲۷۲)
اچ‌ام‌اس اسمیتر (پی۲۷۲) (به انگلیسی: HMS Smiter (P272)) یک کشتی است که طول آن 20.8 m (68 ft 3 in) می‌باشد. این کشتی در سال ۱۹۸۵ ساخته شد.